# Ochthebius sichuanensis
Ochthebius sichuanensis är en skalbaggsart som beskrevs av Manfred A. Jäch 2003. Ochthebius sichuanensis ingår i släktet Ochthebius och familjen vattenbrynsbaggar. Inga underarter finns listade i Catalogue of Life.